# ديف بينيت (لاعب كرة قدم مواليد 1960)
ديف بينيت (بالإنجليزية: Dave Bennett)‏ هو لاعب كرة قدم بريطاني في مركز نصف الجناح، ولد في 26 أبريل 1960 في أولدم في المملكة المتحدة. لعب مع نورويتش سيتي.